# Cassie Steele
Cassandra "Cassie" Rae Steele (Toronto, Ontario, 2 de diciembre de 1989) es una actriz y cantautora canadiense, conocida por interpretar a Manny Santos en Degrassi: The Next Generation.

## Vida
Steele nació en Toronto, Ontario, Canadá. Comenzó a componer sus canciones con su poesía cuando estaba en primer grado, luego comenzó a tomar clases de canto. Asistió a la Escuela de Danza de Londres en Scarborough, Ontario, y entrenó ballet y danza jazz. Steele ha sido un personaje regular en Degrassi: The Next Generation interpretando el personaje de Manny Santos desde que tenía once años. Steele también apareció en la película de MTV de 2007, Super Sweet 16: The Movie.
Su álbum debut, How Much for Happy, fue lanzado en 2005, seguido de dos giras canadiense. El siguiente álbum de Steele, Destructo Doll, fue lanzado el 21 de julio de 2009.
Steele es la hermana mayor de Alexandra (Alex) Steele, que apareció en Degrassi: The Next Generation como Angie Jeremiah. 
También interpretó el papel como la chica de My Babysitter's a Vampire.
En 2012, Steele apareció en The LA Complex (Sueños de Hollywood en Latinoamérica) como Abby Vargas.
En mayo de 2023 anunció que esperaba su primer hijo. Este nació en noviembre de 2023.

## Discografía

### Álbumes
| How Much for Happy - Lanzado: 15 de marzo de 2005(CAN) 26 de abril de 2005(US) - Sello: Bullseye Canadá, Rob'N'Steal Productions - Ventas en Canadá: 25,000 - Certificación canadiense: Oro - Sencillos oficiales: - 2005: "Bluebird" - 2005: "Famous" |
| Destructo Doll - Lanzado: 21 de julio de 2009 - Sello: Independent, Rob'N'Steal Productions - Ventas en Canadá: 25,000 - Certificación canadiense: Oro - Sencillos oficiales: - 2009: "Mr. Colson" - 2009: "Go Dark"                                   |

## Filmografía
| Televisión   | Televisión                    | Televisión                        | Televisión                                                                        |
| Año          | Título                        | Papel                             | Notas                                                                             |
| ------------ | ----------------------------- | --------------------------------- | --------------------------------------------------------------------------------- |
| 2001         | Relic Hunter                  | Sydney Fox a los diez años        |                                                                                   |
| 2001         | Degrassi: The Next Generation | Manny Santos                      |                                                                                   |
| 2003         | Full-Court Miracle            | Julie                             |                                                                                   |
| 2004         | Doc                           | Heidi Euchi                       | Episodio "No Pain, No Gain"                                                       |
| 2007         | Super Sweet 16: The Movie     | Sophie                            |                                                                                   |
| 2007         | Da Kink in My Hair            | Chica preciosa                    | Episodio "Fass & Facety"                                                          |
| 2007         | The Best Years                | Lucy Ramírez-Montoya/Sahara Oasis | Episodios "From Here to Eternity", "Shadow of a Doubt" y "All That Heaven Allows" |
| 2008         |                               |                                   |                                                                                   |
| Instant Star | Blu                           |                                   |                                                                                   |
| 2009         | Degrassi Goes Hollywood       | Manny Santos                      |                                                                                   |
| 2009-2012    | Summer Camp                   | Annie                             |                                                                                   |
| 2010         | Degrassi Takes Manhattan      | Manny Santos                      |                                                                                   |
| 2011         | My Babysitter's a Vampire     |                                   |                                                                                   |
| 2011/2012    | Highland Gardens              | Abby                              |                                                                                   |
| 2012         | Fallen                        | Arriane Alter                     |                                                                                   |
| 2016         | Twist of Fate                 | Kelly                             |                                                                                   |